# Bea Ranero
Bea Ranero (Cidade da Guatemala, 2 de março de 1985) ou mais conhecida pelo seu nome artístico de Beatriz Ranero, é uma atriz, apresentadora e cantora guatemalteca que ficou mais conhecida ao interpretar Edith na telenovela Mi corazón es tuyo.

## Biografia
Beatriz Ranero, começou sua carreira na Guatemala quando era criança e em 2010, enviou uma demo para o produtor mexicano da Televisa para conduzir um programa de shows. Bea Ranero foi premiada com uma bolsa de estudos no Centro de Estudos de Atores (CEA) da Televisa no México, DF, onde estudou em 2011 e 2012.

## Filmografia

### Telenovelas
| Ano       | Título                 | Personagem             |
| --------- | ---------------------- | ---------------------- |
| 2021      | Mi fortuna es amarte   | Sandra Arellano        |
| 2018      | Tenías que ser tú      | Eva                    |
| 2018      | Hijas de la luna       | Adela                  |
| 2016      | Mujeres de negro       | Tenente Bárbara Sierra |
| 2016      | Sueño de amor          | Aranza                 |
| 2014-2015 | Mi corazón es tuyo     | Edith                  |
| 2013      | Si por bueno te tienes | Susana                 |

### Séries
- Como dice el dicho (2014-2015) - Adriana/Blanca

### Filmes
- La Familia de mi Ex (2017)
- 12 segundos (2012)